# Iwatsutsunoo
Iwatsutsunoo (石筒之男神, en el Kojiki;  磐筒男神, en el Nihonshoki?) es una deidad que aparece en la mitología japonesa.
Según el Kojiki, aparece durante la creación de los dioses luego del nacimiento de Kagutsuchi, deidad del fuego y quien causó las heridas de muerte a la diosa Izanami. Luego de morir, su esposo Izanagi usó una espada y mató a Kagutsuchi despedazándolo, y de estos pedazos surgieron otros dioses. También de la sangre de Kagutsuchi surgieron otros dioses, siendo Iwasaku y Nesaku los primeros en aparecer a partir de una roca, y luego Iwatsutsunoo. En el Nihonshoki se relata la misma historia.
- Datos: Q9010200